# 劉書和
劉書和（英語：Paul Liu Shu-he；1919年—1993年5月2日；聖名：保祿），是天主教中國籍地下教會主教，不被中國政府承認。曾任中國大陸主教團秘書長、河北省易縣宗座監牧區助理宗座監牧及熱河教區宗座署理（1982年-1993年）。

## 生平
劉書和出生於1919年，在中華民國河北省易縣獨樂鄉康家莊。年輕時，劉書和曾在北平輔仁大學接受培育1943年，劉書和在26歲時晉鐸。1949年10月1日，中國共產黨在中國大陸地區建立中華人民共和國，並開始針對天主教進行宗教迫害及打壓，教會已經無法正常功能。劉書和神父亦無法幸免被捕入獄。
180年代初，劉書和神父獲得釋放後，積極培育地下教會神職人員。1982年5月16日，劉書和在63歲時由易縣宗座監牧地下教會主教周善夫秘密晉牧，成為易縣宗座監牧區助理宗座監牧，後來獲得時任教宗若望保祿二世認可，但中國政府一直不承認。其後，劉書和主教獲任命為熱河教區宗座署理。
晉牧後，劉主教在河北和甘肅等地建立數所地下教會的秘密修院，還先後主禮晉牧在1982年的李思德為天津教區主教、石鴻禎為天津教區助理主教、在1985年的黃守誠為福建福寧教區主教、在1989年的郭文治為黑龍江齊齊哈爾宗座監牧及襄禮晉牧裴尚德為北京總教區主教。另外，他更負責為地下教會的各個教區培育神職人員。
1988年2月，易縣宗座監牧劉冠東主教與方濟會會士張剛毅神父商討後，劉書和主教負責籌備地下教會的主教會議。1989年11月21日，多位忠於教宗的地下教會主教及神父在陝西三原縣張二冊村秘密舉行會議，決定成立中國大陸主教團。劉書和主教獲選任為中國大陸主教團秘書長。會議後，公安立即追捕多位出席會議的主教及神父，劉書和主教被判刑3年，在1993年才獲釋。
同年5月2日，劉書和主教在中國北京延慶區康莊鎮去世，享年74歲。甘肅秦州教區主教陸振聲、河南新鄉宗座監牧張維柱主教、河北保定教區主教蘇哲民和輔理主教安樹新等前來弔唁。劉主教葬禮由中國大陸主教團主席劉冠東主教主禮，68位司鐸及數百位修女和信徒參禮。